# Донская, Ирина Борисовна
Ирина Борисовна Донская (урождённая Шпринг; 9 мая 1918, Москва, РСФСР — 14 мая 1983, там же) — советская сценаристка, редактор.

## Биография
Родилась 9 мая 1918 года в Москве. По национальности немка, урождённая Шпринг.
В 1947 году поступила на сценарный факультет ВГИКа, который окончила в 1952 году. Работала на киностудии имени Горького редактором дубляжа иностранных фильмов. Написала текст песни к фильму «Команда с нашей улицы» (1953). В 1957 году Марк Донской поставил по её сценарию фильм «Дорогой ценой». В качестве соавтора сценариев участвовала в создании фильмов Донского «Сердце матери», «Верность матери» и «Надежда» о Марии Александровне Ульяновой и Надежде Константиновне Крупской.
Умерла 14 мая 1983 года в Москве. Похоронена на Новодевичьем кладбище.

### Семья
Муж — Марк Донской (1899—1981), кинорежиссер.
Сын — Александр Донской (1938—2016), журналист.

## Фильмография

### Сценаристка
- 1957 — Дорогой ценой
- 1962 — Здравствуйте, дети! (совместно с И. Прутом)
- 1965 — Сердце матери (совместно с З. Воскресенской)
- 1966 — Верность матери (совместно с З. Воскресенской)
- 1973 — Надежда (совместно с З. Воскресенской)

### Актриса
- 1966 — Верность матери — хозяйка дома